# Lången (Hannäs socken, Småland)
Lången är en sjö i Åtvidabergs kommun i Småland och ingår i Vindåns huvudavrinningsområde. Sjön har en area på 0,412 kvadratkilometer och ligger 41 meter över havet.

## Delavrinningsområde
Lången ingår i det delavrinningsområde (645483-152812) som SMHI kallar för Utloppet av Västersjön. Medelhöjden är 74 meter över havet och ytan är 27,84 kvadratkilometer. Det finns ett avrinningsområde uppströms, och räknas det in blir den ackumulerade arean 38,21 kvadratkilometer. Avrinningsområdets utflöde Vindån (Fänån) mynnar i havet. Avrinningsområdet består mestadels av skog (73 procent) och jordbruk (10 procent). Avrinningsområdet har 2,59 kvadratkilometer vattenytor vilket ger det en sjöprocent på 9,3 procent.